# Deutsches Meisterschaftsrudern 1904
Das 23. Deutsche Meisterschaftsrudern wurde 1904 in Mainz ausgetragen. Wie in den Jahren zuvor wurde nur im Einer der Männer ein Meister ermittelt. Deutscher Meister wurde Hans Wiegels vom RV Sport-Germania Stettin.

## Medaillengewinner
| Bootsklasse | Gold                                     | Silber                            | Bronze                |
| ----------- | ---------------------------------------- | --------------------------------- | --------------------- |
| Einer       | Hans Wiegels (RV Sport-Germania Stettin) | Anton Weber-Mönchhof (Mainzer RV) | S. Schütz (RC Dessau) |